# Millares
Millares – gmina w Hiszpanii, w prowincji Walencja, we wspólnocie autonomicznej Walencja, o powierzchni 105,51 km². W 2011 roku liczyła 451 mieszkańców.